# ILY:1
ILY:1 (koreanisch 아일리원) ist eine südkoreanische Girlgroup der vierten K-Pop-Generation, die 2022 vom Label FC ENM gegründet wurde. Der offizielle Fanclub-Name lautet ONLY:1.

## Geschichte
Am 5. Januar 2022 wurde bestätigt, dass ILY:1 ihr offizielles Debüt im März 2022 geben wird. ILY:1 sollte ursprünglich am 15. März 2022 debütieren, ihr erstes Single-Album Love in Bloom veröffentlichen und ihren ersten Fan halten am selben Tag präsentieren und die Vorabsingle Azalea am 11. März 2022 veröffentlichen. Am 11. März gab FC ENM jedoch bekannt, dass sich das Debüt am 4. April aufgrund von COVID-19 verzögert.
Am 4. April 2022 debütierte ILY:1 offiziell mit dem gleichnamigen Debüt-Single-Album Love in Bloom.
Am 19. Juli 2022 veröffentlichte ILY:1 ihr zweites Single-Album Que Sera Sera mit dem gleichnamigen Titel.
Am 5. Januar 2023 veröffentlichte ILY:1 ihre erste EP A Dream of ILY:1, angeführt vom Titeltrack Twinkle, Twinkle.

## Mitglieder
| Name          | Geburtsname                | Geburtstag (Alter)    | Geburtsort | Position                        |
| ------------- | -------------------------- | --------------------- | ---------- | ------------------------------- |
| Nayu 나유     | Kim Ye-won 김예원          | 23. Juli 2002 (22)    | Incheon    | Team leader Main Vocal          |
| Hana 하나     | Hayase Hana 早瀬 華        | 27. Februar 2000 (25) | Osaka      | Sub Vocal, Main Dance, Lead Rap |
| Ara 아라      | Lee Yun Ji 이윤지          | 23. Januar 2002 (23)  | Seoul      | Sub Vocal, Sub Rap              |
| Rona 로나     | Zhāng Jìng 张竞            | 5. Juni 2002 (22)     | Taipeh     | Sub Vocal                       |
| Ririka 리리카 | Kishida Ririka 岸田 莉里花 | 2. Juli 2002 (22)     | Hyōgo      | Lead Vocal, Lead Dance          |
| Elva 엘바     | Lee Yong-hwa 이용화        | 5. Mai 2003 (22)      | Taiwan     | Sub Vocal, Main Rap             |

## Diskografie

### EPs
| Jahr | Titel Musiklabel        | Höchstplatzierung, Gesamtwochen, AuszeichnungChartsChartplatzierungen (Jahr, Titel, Musiklabel, Platzierungen, Wochen, Auszeichnungen, Anmerkungen) | Anmerkungen                           |
| Jahr | Titel Musiklabel        | KR | Anmerkungen                           |
| ---- | ----------------------- | --- | ------------------------------------- |
| 2023 | A Dream of ILY:1 FC ENM | KR38 (2 Wo.)KR | Erstveröffentlichung: 5. Januar 2023  |
| 2023 | New Chapter FC ENM      | KR49 (1 Wo.)KR | Erstveröffentlichung: 25. Juli 2023   |
| 2024 | Illang: Firework FC ENM | KR21 (2 Wo.)KR | Erstveröffentlichung: 20. August 2024 |

### Single-Alben
| Jahr | Titel Musiklabel       | Höchstplatzierung, Gesamtwochen, AuszeichnungChartsChartplatzierungen (Jahr, Titel, Musiklabel, Platzierungen, Wochen, Auszeichnungen, Anmerkungen) | Anmerkungen                            |
| Jahr | Titel Musiklabel       | KR | Anmerkungen                            |
| ---- | ---------------------- | --- | -------------------------------------- |
| 2022 | Love in Bloom FC ENM   | KR17 (3 Wo.)KR | Erstveröffentlichung: 4. April 2022    |
| 2022 | Que Sera Sera FC ENM   | KR35 (3 Wo.)KR | Erstveröffentlichung: 19. Juli 2022    |
| 2023 | To My Boyfriend FC ENM | — | Erstveröffentlichung: 24. Oktober 2023 |

### Singles
- 2022: Love in Bloom (사랑아 피어라)
- 2022: Que Sera Sera (케세라세라)
- 2022: Thanks to...
- 2023: Twinkle, Twinkle (별꽃동화)
- 2023: My Color
- 2023: To My Boyfriend
- 2024: IMMM
- 2024: Illang (Firework)